# 新巴黎農場
新巴黎農場（英語：New P.G. Farm）是香港昔日一所著名的農場，位於港島南區的黃竹坑南朗山山腰下。農場最初為供應蔬菜于餐廳開辦，於1950年代再被收購重新包裝開放，於1972年因政府撥地興建香港海洋公園而結業。名稱與法國並沒有關聯。

## 特色
巴黎農場位於南朗山北部的山腰，佔地約100畝，現址為香港海洋公園海馬標誌一帶之下（即現今香港警察學院之東南附近）。
農場的前身——巴黎農場（英語：P.G. Farm）由港島西餐廳 Parisian Grill 的猶太裔東主設立，以生產外國蔬菜供應給餐廳之用。至1950年代，創辦人兄弟因韓戰爆發離開香港，謝德安（何東家族之成員，澳門富商何鴻燊的五姐夫）接手後重新包裝為新巴黎農場。他在世界各地搜羅了各種動物，包括孔雀、猴子、天鵝及黑熊等等。農場免費開放給公眾參觀。
農場開設了餐廳，也設有售賣工藝品的商店。農場還設有騎術學校，從香港賽馬會請來騎師負責指導，又設有驢子及機動馬給小孩子騎玩。農場也有蹺蹺板、滑梯及鞦韆等兒童遊樂設施。

### 農業示範
新巴黎農場有農業示範及養殖家禽，例如溫室種菜、稻田及其他農產品，更有水牛耕作示範；而當時巴黎農場出產的力康雞、力康蛋、幾內亞鳥等都是當時著名的家禽，出售於香港各大餐廳酒樓。聽說，沙田龍華酒店的燒乳鴿，也是向新巴黎農場取貨的。

## 意外
1963年5月29日，新巴黎農場曾發生一宗意外。農場內的黑熊把一個1歲半大外籍男童的手臂吃掉。最後該外籍男童家人入稟控告巴黎農場疏忽但遭敗訴。